# Kaffeine
Kaffeine és un reproductor multimèdia per a l'escriptori KDE. És programari lliure cobert per la llicència pública general de GNU.
Com a motor per a reproduir els arxius multimèdia fa servir un altre programari lliure anomenat Xine. Per facilitar la feina a l'usuari, disposa d'uns formularis que permeten configurar aquest programa directament des de Kaffeine. Gràcies a això, és capaç de reproduir molts formats de vídeo i de so a més de CDs, DVDs, DVBs i streaming. A més a més, té la capacitat de connectar-se a la CDDB per mostrar informació del que s'està reproduint.